# وسوولود آکسیونوف
وسوولود آکسیونوف (روسی: Всеволод Николаевич Аксёнов؛ ۱۹ آوریل ۱۹۰۲ – ۲۹ مارس ۱۹۶۰) بازیگر اهل اتحاد جماهیر شوروی سوسیالیستی بود.
از فیلم‌هایی که وی در آن نقش داشته‌است می‌توان به سوورف اشاره کرد.